# Parque de aves de Jurong
El Parque de aves de Jurong (en chino: 裕廊飞禽公园; en inglés: Jurong Bird Park; en malayo: Taman Burung Jurong; en tamil: ஜுரோங் பறவை பூங்கா) es un parque y una atracción turística de Singapur, situado en la ladera oeste de la colina de Jurong y gestionado por Wildlife Reserves Singapore (Reservas de vida silvestre de Singapur).
Es el parque de aves más grande de Asia, con una superficie de 20,2 hectáreas. Contiene 3500 aves de 400 especies, de ellas un 20 % amenazadas, y recibe unos 850 000 visitantes anuales.

## Historia
El parque fue iniciativa de Goh Keng Swee, entonces ministro de Finanzas, tras visitar el Aviario de Río de Janeiro en 1967, en el tiempo libre de una reunión del Banco Mundial. Trató de hacer que Jurong fuese, además de una zona industrial, un lugar donde la gente pudiera escapar de la vida urbana y relajarse con la naturaleza. El parque fue inaugurado el 3 de enero de 1971 por el propio Goh Keng Swee, entonces ministro de Defensa, y costó 3,5 millones de dólares de Singapur.